# Рогволод Всеславич
Рогволод Всеславич (1057(?) — 1128) — князь полоцький (1101—1128) (за іншими версіями князь друцький (1101—1127) і полоцький (1127—1128)) з династії Рюриковичів, гілки Ізяславичів Полоцьких. Хрещене ім'я — Борис. Син полоцького князя Всеслава Брячиславича, онук Брячислава Ізяславича і правнук Ізяслава Володимировича.

## Біографія
Вважається другим сином Всеслава, за іншими даними — був старшим його сином. Після смерті батька у 1101 році Полоцьке князівство було розділено між його синами. Борис-Рогволод зайняв старший, полоцький престол, хоча на думку низки істориків отримав незначне Друцьке князівство.
У літописах згадується лише двічі. Крім того певні відомості про нього відомі з «Житія» Єфросинії Полоцької, та пізнішої Хроніки Биховця.
У 1102 році Рогволод здійснив похід на литовське плем'я ятвягів, після повернення з якого заклав на кордоні з мінським князівством брата, Гліба місто Борисов. У 1120 році згадується в «Житії Єфросинії Полоцької» як полоцький князь та учасник заснування Спаського монастиря. З діяльністю Бориса зв'язують «Борисові камені» — відомі білоруські пам'ятки епіграфіки ХІІ століття.
1127 року Рогволода запросили на князювання до Полоцька після того як полочани прогнали його старшого брата Давида через нерішучість у відстоюванні прав міста перед Києвом. Саме ім'я «Рогволод», яке пов'язувалося із давнім незалежним правителем Полоцька, Рогволодом, було викликом руській столиці.
Рогволод Всеславич помер у 1128 році, можливо не без сторонньої допомоги, у віці не менше 70 років.

## Сім'я
Діти від невідомої дружини:
- Рогволод-Василь (? — після 1171) —  князь полоцкий (1144—1151), (1159—1162), та князь Друцкий (1127—1171, з перервами)
- Іван (?—після 1139)
- Звенислава (до 1127 — після 1173) — стала черницею під іменем Євпраксія, канонізована

## Релігійна діяльність

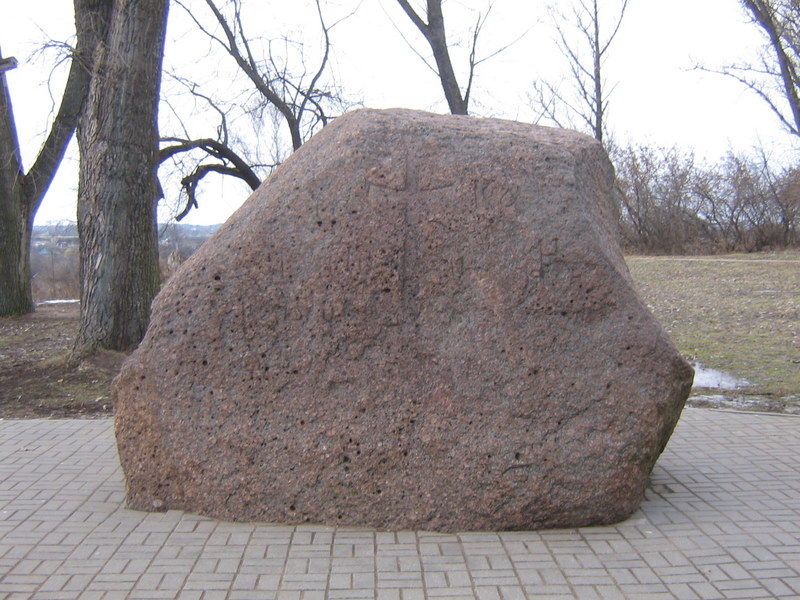
Борисів камінь біля Софійського собору в Полоцьку

За його наказом у 1-ій третині XII століття на так званих Борисових каменях (монументальні пам'ятники епіграфіки 12 століття. У Білорусі знайдено 7 великих валунів) були вирубані 6-кінцеві хрести та написи. До прийняття християнства ці валуни були язичницькими фетишами.